# 정선진
정선진(鄭善進, 1987년 3월 7일 ~ )은 대한민국의 기업인, 정당인, 작가이다.

## 생애
서울특별시 강남구 도곡동 출생이며, 강남(일원동) 8학군 출신이다. 다만 안성에서 중학교 2학년과 3학년 시절을 보냈다.
2010년 부터 본격적으로 한나라당 중앙에서 부위원장과 나경원 특보, 사회단체 후원회원등 많은 활동을 했고 2011년 나름 연고가 있는 안성으로 이동하여 지역구 활동을 하였다.
정선진은 한나라당 중앙에서 최연소로 활동했으며, 한나라당 정치대학원 14기 출신이며,이준석이 한나라당 정치대학원 15기 출신이다. 
2012년 제19대 국회의원 선거에서 헌정사상 최연소로 출마를 하였다. 일전 기록은 김영삼 대통령이 첫 국회의원 출마가 만26세였던 기록을 정선진이 만25세 1개월로 갈아치웠다. 이 기록은 국내헌정사상 최연소이자, 아시아 최고 기록이다. 일전까지 아시아 최고 기록은 일본에서 만25세 3개월' 등록된 기록이였다. 
출마 당시 안성시 선거구에서는 총 7명의 예비후보가 등록을 했지만, 최종 공천을 받아 후보로 등록한 3인은 김학용은 초선의원과,윤종군후보 였다.윤종군 역시 첫 출마였다.결과는 김학용의 재선이었다. 
정선진의 기록은 출마나이가 개정되면서 영원히 깨지지 않고 기록되었다.
19대 총선 당시 정선진의 공약은 대부분 이해하기 힘든 공약으로 생각했는데, 그것은 10년을 앞당겨 본 공약들이였다. 당시 생소했던 공약들이 10년이 지난 2022년 부터 차츰 안성시와 정부에서 하나둘씩 실행하고 있다.(저출산 대책,무상교통,광역버스,단선철도,고속도로 등) 하지만 김영삼 대통령 이후 26세 출마가 반세기만에 등장한 것이였고,특히나 안성시의 경우 지금은 꾸준히 인구가 늘고 외지인이 많아지고 있지만 당시에는 대표적인 보수지역중 한 곳이 안성이라,아쉽게도 낙선하였지만 예상 외로 많은 득표를 받아 모두를 놀라게했다.
아쉬웠던 부분은 지역구 선택을 안성시가 아닌 신규 선거구 또는 외지인이 많은 지역구를 선택했다면 충분이 승산이 있었을 것이다.
다음 선거에도 출마를 할 것으로 예상했으나
정선진은 선거 직후 정치계를 떠나고 1년 7개월이란 짧은 한국 거주를 마치고 외국으로 이민을 갔다. 만약 정치를 계속 이어갔다면 2025년 기준 30대에 4선의원'이였을 것 이다.

## 저서
- 《희망은 잠들지 않는다》 - 좋은땅(ISBN 9788964492185)[1]

## 역대 선거 결과
| 선거명      | 선거구      | 직책     | 정당                | 득표율 | 득표수  | 결과 | 당락 |
| ----------- | ----------- | -------- | ------------------- | ------ | ------- | ---- | ---- |
| 제19대 총선 | 경기 안성시 | 국회의원 | 미래연합 (친박연대) | 3.08%  | 2,114표 | 3위  | 낙선 |